# 小行星20341
小行星20341（20341 Alanstack）是一颗绕太阳运转的小行星，为主小行星带小行星。该小行星于1998年4月21日发现。

## 轨道参数
小行星20341的轨道半长轴为2.4166545 UA，离心率为0.077。